# Hussein Bayram
Hussein Bayram (* 28. November 1975 in Angers) ist ein ehemaliger französischer Boxer.

## Amateurkarriere
Der ca. 1,82 m große Linksausleger gewann 90 von 115 Amateurkämpfen und errang die Bronzemedaille im Weltergewicht bei den Sommer-Militärweltspielen 1995 in Rom. Er war dabei erst im Halbfinale gegen Andrei Gogolew ausgeschieden. Im Juli 1996 nahm er an den Olympischen Sommerspielen in Atlanta teil, unterlag jedoch noch im ersten Kampf gegen Marian Simion.
Zudem erreichte er jeweils den 5. Platz bei den Europameisterschaften der Jahre 1996, 1998 und 2000, nachdem er in den Viertelfinalkämpfen gegen Serhij Dsynsyruk, Oleg Saitow und Mihály Kótai ausgeschieden war. Bei den Weltmeisterschaften 1999 in Houston, verlor er im ersten Kampf gegen Oleg Maschkin.
1997, 1999 und 2000 wurde er Französischer Meister im Weltergewicht.

## Profikarriere
Im Oktober 2000 bestritt er seinen ersten Profikampf. In seinem zehnten Kampf erlitt er seine erste Niederlage gegen Jimmy Colas, besiegte diesen jedoch im Rückkampf. Im September 2002 gewann er die Französische Meisterschaft im Halbmittelgewicht und verteidigte den Titel viermal. Am 6. November 2004 boxte er in Riesa um die Europameisterschaft der EBU, verlor jedoch gegen den ungeschlagenen Serhij Dsynsyruk (28-0). Nach sieben Siegen in Folge kämpfte er am 7. Juli 2007 in Köln erneut um die EBU-EM, unterlag jedoch gegen Saurbek Bajsangurow (15-0).
Nach zehn folgenden Siegen, unter anderem gegen Ismael El Massoudi (29-2) und Damien Bertu (22-4), kämpfte er am 27. Mai 2011 im tschechischen Ústí nad Labem zum dritten Mal um den EBU-Titel, verlor jedoch auch diesmal gegen Lukáš Konečný (46-3).